# Станислав Улам
Станислав Марсин Улам (пољ. Stanisław Marcin Ulam; 13. април 1909 – 13. мај 1984) био је пољско-амерички математичар. Учествовао је у Менхетн пројекту, одакле је настао Телер-Уламов дизајн термонуклеарног оружја. Изумео је Монте Карло методу израчунавања и предложио нуклеарни пулсни погон. Доказао је неколико теорема и предложио неколико хипотеза.
Улам је рођен у богатој породици пољских Јевреја. Студирао је математику на Лавов Политехничком институту (пољ. Lwów Polytechnic Institute), где је докторирао 1933. године под менторством Казимира Куратовског. Године 1935, Џон фон Нојман, кога је Улам упознао у Варшави, позвао га је да дође у Институт за напредне студије у Принстону (Њу Џерзи, САД), на неколико месеци. Од 1936. до 1939. године, проводио је лета у Пољској и академске године на Универзитету Харвард у Кембриџу, где је радио на успостављању значајних резултата у ергодичкој теорији. Дана 20. августа 1939. године, последњи пут је отпловио за Америку са својом 17-годишњим братом Адамом. Постао је доцент на Универзитету Висконсин-Медисон 1940. године, а грађанин САД 1941. године.
Октобра 1943, добија позив од Ханса Бетеа да се прикључи Менхетн пројекту у тајној лабораторији Лос Аламос у Новом Мексику. Ту је радио на хидродинамичким прорачунима који предвиђају понашање експлозивних сочива која се користе код имплозивних оружја. Распоређен је у групу Едварда Телера, где је радио на Телеровој "Супер" бомби за Телера и Енрика Фермија.

## Пољска
Улам је рођен у Лембергу (Галиција) 13. априла 1909. Тада је Галиција била у Краљевини Галиције и Лодомерије у Аустро-угарске монархије, која је Пољацима позната као аустријска партиција. Године 1918., постала је део обновљене Пољске, Друге Републике Пољске, а град је поново добио пољски назив, Лавов.